# Statistiche e record di Andy Murray
| Finali in carriera                                                |                     |       |       |     |      |
| Specialità                                                        | Categoria           | Vinte | Perse | Tot | V %  |
| Singolare                                                         | Grande Slam         | 3     | 8     | 11  | 27%  |
| Singolare                                                         | Olimpiadi estive    | 2     | 0     | 2   | 100% |
| Singolare                                                         | Tour Finals         | 1     | 0     | 1   | 100% |
| Singolare                                                         | ATP Masters 10001   | 14    | 7     | 21  | 67%  |
| Singolare                                                         | ATP Tour 500        | 9     | 1     | 10  | 90%  |
| Singolare                                                         | ATP Tour 250        | 17    | 9     | 26  | 65%  |
| Singolare                                                         | Totale              | 46    | 25    | 71  | 67%  |
| Doppio                                                            | Grande Slam         | –     | –     | –   | –    |
| Doppio                                                            | Olimpiadi estive    | –     | –     | –   | –    |
| Doppio                                                            | Torneo di fine anno | –     | –     | –   | –    |
| Doppio                                                            | ATP Masters 10001   | 0     | 1     | 1   | 0%   |
| Doppio                                                            | ATP Tour 500        | 3     | 0     | 3   | 100% |
| Doppio                                                            | ATP Tour 250        | 0     | 1     | 1   | 0%   |
| Doppio                                                            | Totale              | 3     | 2     | 5   | 60%  |
| Doppio Misto                                                      | Grande Slam         | –     | –     | –   | –    |
| Doppio Misto                                                      | Olimpiadi estive    | 0     | 1     | 1   | 0%   |
| Doppio Misto                                                      | Totale              | –     | 1     | 1   | 0%   |
| Totale                                                            | Totale              | 49    | 28    | 77  | 63%  |
| 1 Conosciuti in precedenza come "ATP Masters Series" (2004–2008). |                     |       |       |     |      |

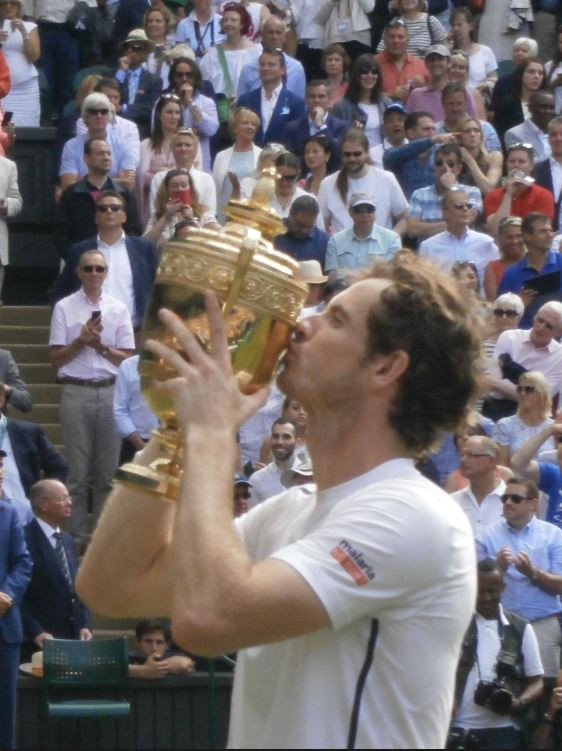
Murray con il trofeo del Torneo di Wimbledon 2016

In questa pagina sono riportate le statistiche e i record realizzati da Andy Murray durante la carriera tennistica.

## Statistiche

### Singolare

#### Vittorie (46)
| Legenda singolare     |
| Grande Slam (3)       |
| ATP Tour Finals (1)   |
| Giochi olimpici (2)   |
| ATP Masters 1000 (14) |
| ATP Tour 500 (9)      |
| ATP Tour 250 (17)     |

| Legenda superfici |
| Cemento (34)      |
| Terra (3)         |
| Erba (8)          |
| Sintetico (1)     |

| N.  | Data              | Torneo                                                 | Superficie    | Avversario in finale  | Punteggio                   |
| 1.  | 19 febbraio 2006  | Pacific Coast Championships, San Jose                  | Cemento (i)   | Lleyton Hewitt        | 2–6, 6–1, 7–6(3)            |
| 2.  | 18 febbraio 2007  | Pacific Coast Championships, San Jose (2)              | Cemento (i)   | Ivo Karlović          | 6(3)–7, 6–4, 7–6(2)         |
| 3.  | 22 ottobre 2007   | St. Petersburg Open, San Pietroburgo                   | Sintetico (i) | Fernando Verdasco     | 6–2, 6–3                    |
| 4.  | 5 gennaio 2008    | Qatar Open, Doha                                       | Cemento       | Stan Wawrinka         | 6–4, 4–6, 6–2               |
| 5.  | 17 febbraio 2008  | Open 13, Marsiglia                                     | Cemento (i)   | Mario Ančić           | 6–3, 6–4                    |
| 6.  | 3 agosto 2008     | Cincinnati Open, Cincinnati                            | Cemento       | Novak Đoković         | 7–6(4), 7–65                |
| 7.  | 19 ottobre 2008   | Madrid Open, Madrid                                    | Cemento (i)   | Gilles Simon          | 6–4, 7–6(6)                 |
| 8.  | 26 ottobre 2008   | St. Petersburg Open, San Pietroburgo (2)               | Cemento (i)   | Andrej Golubev        | 6–1, 6–1                    |
| 9.  | 10 gennaio 2009   | Qatar Open, Doha (2)                                   | Cemento       | Andy Roddick          | 6–4, 6–2                    |
| 10. | 15 febbraio 2009  | Rotterdam Open, Rotterdam                              | Cemento (i)   | Rafael Nadal          | 6–3, 4–6, 6–0               |
| 11. | 5 aprile 2009     | Miami Open, Miami                                      | Cemento       | Novak Đoković         | 6–2, 7–5                    |
| 12. | 14 giugno 2009    | Queen's Club Championships, Londra                     | Erba          | James Blake           | 7–5, 6–4                    |
| 13. | 16 agosto 2009    | Canadian Open, Montréal                                | Cemento       | Juan Martín del Potro | 6(4)–7, 7–6(3), 6–1         |
| 14. | 8 novembre 2009   | Open de Tenis Comunidad Valenciana, Valencia           | Cemento (i)   | Michail Južnyj        | 6–3, 6–2                    |
| 15. | 15 agosto 2010    | Canadian Open, Toronto (2)                             | Cemento       | Roger Federer         | 7–5, 7–5                    |
| 16. | 17 ottobre 2010   | Shanghai Masters, Shanghai                             | Cemento       | Roger Federer         | 6–3, 6–2                    |
| 17. | 13 giugno 2011    | Queen's Club Championships, Londra (2)                 | Erba          | Jo–Wilfried Tsonga    | 3–6, 7–6(2), 6–4            |
| 18. | 21 agosto 2011    | Cincinnati Open, Cincinnati (2)                        | Cemento       | Novak Đoković         | 6–4, 3–0, rit               |
| 19. | 2 ottobre 2011    | Thailand Open, Bangkok                                 | Cemento (i)   | Donald Young          | 6–2, 6–0                    |
| 20. | 9 ottobre 2011    | Japan Open Tennis Championships, Tokyo                 | Cemento       | Rafael Nadal          | 3–6, 6–2, 6–0               |
| 21. | 16 ottobre 2011   | Shanghai Masters, Shanghai (2)                         | Cemento       | David Ferrer          | 7–5, 6–4                    |
| 22. | 8 gennaio 2012    | Brisbane International, Brisbane                       | Cemento       | Aleksandr Dolhopolov  | 6–1, 6–3                    |
| 23. | 5 agosto 2012     | Giochi Olimpici, Londra                                | Erba          | Roger Federer         | 6–2, 6–1, 6–4               |
| 24. | 10 settembre 2012 | US Open, New York                                      | Cemento       | Novak Đoković         | 7–6(10), 7–5, 2–6, 3–6, 6–2 |
| 25. | 6 gennaio 2013    | Brisbane International, Brisbane (2)                   | Cemento       | Grigor Dimitrov       | 7–6(0), 6–4                 |
| 26. | 31 marzo 2013     | Miami Open, Miami (2)                                  | Cemento       | David Ferrer          | 2–6, 6–4, 7–6(1)            |
| 27. | 16 giugno 2013    | Queen's Club Championships, Londra (3)                 | Erba          | Marin Čilić           | 5–7, 7–5, 6–3               |
| 28. | 7 luglio 2013     | Torneo di Wimbledon, Londra                            | Erba          | Novak Đoković         | 6–4, 7–5, 6–4               |
| 29. | 28 settembre 2014 | Shenzhen Open, Shenzhen                                | Cemento (i)   | Tommy Robredo         | 5–7, 7–6(9), 6–1            |
| 30. | 19 ottobre 2014   | Vienna Open, Vienna                                    | Cemento (i)   | David Ferrer          | 5–7, 6–2, 7–5               |
| 31. | 26 ottobre 2014   | Open de Tenis Comunidad Valenciana, Valencia (2)       | Cemento (i)   | Tommy Robredo         | 3–6, 7–6(7), 7–6(8)         |
| 32. | 4 maggio 2015     | Internazionali di Tennis di Baviera, Monaco di Baviera | Terra rossa   | Philipp Kohlschreiber | 7–6(4), 5–7, 7–6(4)         |
| 33. | 10 maggio 2015    | Madrid Open, Madrid (2)                                | Terra rossa   | Rafael Nadal          | 6–3, 6–2                    |
| 34. | 21 giugno 2015    | Queen's Club Championships, Londra (4)                 | Erba          | Kevin Anderson        | 6–3, 6–4                    |
| 35. | 16 agosto 2015    | Canadian Open, Montréal (3)                            | Cemento       | Novak Đoković         | 6–4, 4–6, 6–3               |
| 36. | 15 maggio 2016    | Internazionali d'Italia, Roma                          | Terra rossa   | Novak Đoković         | 6–3, 6–3                    |
| 37. | 19 giugno 2016    | Queen's Club Championships, Londra (5)                 | Erba          | Milos Raonic          | 6(5)–7, 6–4, 6–3            |
| 38. | 10 luglio 2016    | Torneo di Wimbledon, Londra (2)                        | Erba          | Milos Raonic          | 6–4, 7–6(3), 7–6(2)         |
| 39. | 14 agosto 2016    | Giochi Olimpici, Rio de Janeiro (2)                    | Cemento       | Juan Martín del Potro | 7–5, 4–6, 6–2, 7–5          |
| 40. | 9 ottobre 2016    | China Open, Pechino                                    | Cemento       | Grigor Dimitrov       | 6–4, 7–6(2)                 |
| 41. | 16 ottobre 2016   | Shanghai Masters, Shanghai (3)                         | Cemento       | Roberto Bautista Agut | 7–6(1), 6–1                 |
| 42. | 30 ottobre 2016   | Vienna Open, Vienna (2)                                | Cemento (i)   | Jo–Wilfried Tsonga    | 6–3, 7–6(6)                 |
| 43. | 6 novembre 2016   | Paris Masters, Parigi–Bercy                            | Cemento (i)   | John Isner            | 6–3, 6(4)–7, 6–4            |
| 44. | 20 novembre 2016  | ATP World Tour Finals, Londra                          | Cemento (i)   | Novak Đoković         | 6–3, 6–4                    |
| 45. | 4 marzo 2017      | Dubai Tennis Championships, Dubai                      | Cemento       | Fernando Verdasco     | 6–3, 6–2                    |
| 46. | 20 ottobre 2019   | European Open, Anversa                                 | Cemento (i)   | Stan Wawrinka         | 3–6, 6–4, 6–4               |

#### Finali perse (25)
| Legenda singolare    |
| Grande Slam (8)      |
| ATP Tour Finals (0)  |
| ATP Masters 1000 (7) |
| ATP Tour 500 (1)     |
| ATP Tour 250 (9)     |

| N.  | Data             | Torneo                            | Superficie  | Avversario in finale | Punteggio                |
| 1.  | 1º ottobre 2005  | Thailand Open, Bangkok            | Cemento (i) | Roger Federer        | 3–6, 5–7                 |
| 2.  | 6 agosto 2006    | Washington Open, Washington       | Cemento     | Arnaud Clément       | 6(4)–7, 2–6              |
| 3.  | 6 gennaio 2007   | Qatar Open, Doha                  | Cemento     | Ivan Ljubičić        | 4–6, 4–6                 |
| 4.  | 7 ottobre 2007   | Open de Moselle, Metz             | Cemento (i) | Tommy Robredo        | 6–0, 2–6, 3–6            |
| 5.  | 8 settembre 2008 | US Open, New York                 | Cemento     | Roger Federer        | 2–6, 5–7, 2–6            |
| 6.  | 22 marzo 2009    | Indian Wells Open, Indian Wells   | Cemento     | Rafael Nadal         | 1–6, 2–6                 |
| 7.  | 31 gennaio 2010  | Australian Open, Melbourne        | Cemento     | Roger Federer        | 3–6, 4–6, 6(11)–7        |
| 8.  | 1º agosto 2010   | Los Angeles Open, Los Angeles     | Cemento     | Sam Querrey          | 7–5, 62–7, 3–6           |
| 9.  | 30 gennaio 2011  | Australian Open, Melbourne (2)    | Cemento     | Novak Đoković        | 4–6, 2–6, 3–6            |
| 10. | 3 marzo 2012     | Dubai Tennis Championships, Dubai | Cemento     | Roger Federer        | 5–7, 4–6                 |
| 11. | 1º aprile 2012   | Miami Open, Miami                 | Cemento     | Novak Đoković        | 1–6, 64–7                |
| 12. | 8 luglio 2012    | Torneo di Wimbledon, Londra       | Erba        | Roger Federer        | 6–4, 5–7, 3–6, 4–6       |
| 13. | 14 ottobre 2012  | Shanghai Masters, Shanghai        | Cemento     | Novak Đoković        | 7–5, 6(11)–7, 3–6        |
| 14. | 27 gennaio 2013  | Australian Open, Melbourne (3)    | Cemento     | Novak Đoković        | 7–6(2), 6(3)–7, 3–6, 2–6 |
| 15. | 1º febbraio 2015 | Australian Open, Melbourne(4)     | Cemento     | Novak Đoković        | 6(5)–7, 7–6(4), 3–6, 0–6 |
| 16. | 5 aprile 2015    | Miami Open, Miami (2)             | Cemento     | Novak Đoković        | 6(3)–7, 6–4, 0–6         |
| 17. | 8 novembre 2015  | Paris Masters, Parigi–Bercy       | Cemento (i) | Novak Đoković        | 2–6, 4–6                 |
| 18. | 31 gennaio 2016  | Australian Open, Melbourne (5)    | Cemento     | Novak Đoković        | 1–6, 5–7, 6(3)–7         |
| 19. | 8 maggio 2016    | Madrid Open, Madrid               | Terra rossa | Novak Đoković        | 2–6, 6–3, 3–6            |
| 20. | 5 giugno 2016    | Roland Garros, Parigi             | Terra rossa | Novak Đoković        | 6–3, 1–6, 2–6, 4–6       |
| 21. | 21 agosto 2016   | Cincinnati Open, Cincinnati       | Cemento     | Marin Čilić          | 4–6, 5–7                 |
| 22. | 7 gennaio 2017   | Qatar Open, Doha (2)              | Cemento     | Novak Đoković        | 3–6, 7–5, 4–6            |
| 23. | 15 gennaio 2022  | Sydney International, Sydney      | Cemento     | Aslan Karacev        | 3–6, 3–6                 |
| 24. | 12 giugno 2022   | Stuttgart Open, Stoccarda         | Erba        | Matteo Berrettini    | 4–6, 7–5, 3–6            |
| 25. | 25 febbraio 2023 | Qatar Open, Doha (3)              | Cemento     | Daniil Medvedev      | 4–6, 4–6                 |

### Doppio

#### Vittorie (3)
| Legenda doppio       |
| Grande Slam (0)      |
| ATP Tour Finals (0)  |
| ATP Masters 1000 (0) |
| ATP Tour 500 (3)     |
| ATP Tour 250 (0)     |

| N. | Data            | Torneo                                 | Superficie  | Compagno        | Avversari in finale            | Punteggio           |
| 1. | 7 novembre 2010 | Valencia Open 500, Valencia            | Cemento (i) | Jamie Murray    | Mahesh Bhupathi Maks Mirny     | 7–6(8), 5–7, [10–7] |
| 2. | 9 ottobre 2011  | Japan Open Tennis Championships, Tokyo | Cemento     | Jamie Murray    | František Čermák Filip Polášek | 6–1, 6–4            |
| 3. | 23 giugno 2019  | Queen's Club Championships, Londra     | Erba        | Feliciano López | Rajeev Ram Joe Salisbury       | 7–6(6), 5–7 [10–5]  |

#### Finali perse (2)
| Legenda doppio       |
| Grande Slam (0)      |
| ATP Tour Finals (0)  |
| ATP Masters 1000 (1) |
| ATP Tour 500 (0)     |
| ATP Tour 250 (1)     |

| N. | Data            | Torneo                  | Superficie  | Compagno      | Avversari in finale         | Punteggio        |
| 1. | 1º ottobre 2006 | Thailand Open, Bangkok  | Cemento (i) | Jamie Murray  | Jonathan Erlich Andy Ram    | 2–6, 6–2, [4–10] |
| 2. | 11 agosto 2013  | Canadian Open, Montréal | Cemento     | Colin Fleming | Bruno Soares Alexander Peya | 4–6, 6(4)–7      |

### Statistiche dei titoli in singolare nel circuito maggiore
- 46 titoli, di cui:
  - 1 nel 2006, 2 nel 2007, 5 nel 2008, 7 nel 2009, 2 nel 2010, 5 nel 2011, 3 nel 2012, 4 nel 2013, 3 nel 2014, 4 nel 2015, 9 nel 2016, 1 nel 2017 e 1 nel 2019;
  - 19 su cemento outdoor, 8 su erba, 3 su terra, 15 su cemento indoor e 1 su sintetico indoor;

e:
- 3 tornei del Grande Slam (1 nel 2012, 1 nel 2013 e 1 nel 2016);
  - 14 tornei Master Series (2 nel 2008, 2 nel 2009, 2 nel 2010, 2 nel 2011, 1 nel 2013, 2 nel 2015 e 3 nel 2016);
  - 2 Olimpiadi consecutive (2012 e 2016);

### Tornei minori

#### Singolare

##### Vittorie (10)
| Legenda tornei minori |
| Challenger (5)        |
| ITF (5)               |

| N.  | Data              | Torneo                              | Superficie      | Avversario in finale     | Punteggio     |
| 1.  | 28 settembre 2003 | Great Britain F10, Glasgow          | Cemento (i)     | Steve Darcis             | 6–3, 3–6, 6–3 |
| 2.  | 8 agosto 2004     | Spain F17, Xàtiva                   | Terra rossa     | Antonio Baldellou-Esteva | 6–2, 6–4      |
| 3.  | 5 settembre 2004  | Italy F22, Roma                     | Terra rossa     | Dominique Coene          | 6–0, 6–3      |
| 4.  | 12 dicembre 2004  | Spain F34, Ourense                  | Cemento (i)     | Andis Juška              | 1–6, 6–3, 7–5 |
| 5.  | 19 dicembre 2004  | Spain F34A, Pontevedra              | Terra rossa (i) | Nicolas Tourte           | 6–4, 5–7, 7–5 |
| 6.  | 17 luglio 2005    | Aptos Challenger, Aptos             | Cemento         | Rajeev Ram               | 6–4, 6–3      |
| 7.  | 14 agosto 2005    | Binghamton Challenger, Binghamton   | Cemento         | Alejandro Falla          | 7–6(3), 6–3   |
| 8.  | 7 maggio 2023     | Open du Pays d'Aix, Aix-en-Provence | Terra rossa     | Tommy Paul               | 2–6, 6–1, 6–2 |
| 9.  | 11 giugno 2023    | Surbiton Trophy, Surbiton           | Erba            | Jurij Rodionov           | 6–3, 6–2      |
| 10. | 18 giugno 2023    | Nottingham Open, Nottingham         | Erba            | Arthur Cazaux            | 6–4, 6–4      |

##### Finali perse (1)
| N. | Data             | Torneo                    | Superficie  | Avversario in finale | Punteggio |
| 1. | 14 febbraio 2021 | Biella Challenger, Biella | Cemento (i) | Illja Marčenko       | 2–6, 4–6  |

#### Doppio

##### Finali perse (1)
| N. | Data              | Torneo                     | Superficie  | Compagno   | Avversari in finale        | Punteggio        |
| 1. | 27 settembre 2003 | Great Britain F10, Glasgow | Cemento (i) | Guy Thomas | Dan Kiernan David Sherwood | 7–6(2), 0–6, 0–6 |

## Risultati in progressione
| Sigla | Risultato               |
| ----- | ----------------------- |
| V     | Vincitore               |
| F     | Finalista               |
| SF    | Semifinalista           |
| O     | Oro olimpico            |
| A     | Argento olimpico        |
| SF    | Bronzo olimpico         |
| QF    | Quarti di Finale        |
| 4T    | Quarto turno            |
| 3T    | Terzo turno             |
| 2T    | Secondo turno           |
| 1T    | Primo turno             |
| RR    | Round Robin             |
| LQ    | Turno di qualificazione |
| A     | Assente                 |
| ND    | Non disputato           |

| Legenda superfici    |
| -------------------- |
| Cemento              |
| Terra battuta        |
| Erba                 |
| Superficie variabile |

| Torneo                     | 2003 | 2004 | 2005          | 2006          | 2007          | 2008  | 2009          | 2010          | 2011          | 2012  | 2013          | 2014          | 2015          | 2016 | 2017          | 2018          | 2019          | 2020          | 2021          | 2022          | 2023          | Titoli   | V-S           |
| Grande Slam                |      |      |               |               |               |       |               |               |               |       |               |               |               |      |               |               |               |               |               |               |               |          |               |
| Australian Open            | A    | A    | A             | 1T            | 4T            | 1T    | 4T            | F             | F             | SF    | F             | QF            | F             | F    | 4T            | A             | 1T            | A             | A             | 2T            | 3T            | 0 / 15   | 51–15         |
| Roland Garros              | A    | A    | A             | 1T            | A             | 3T    | QF            | 4T            | SF            | QF    | A             | SF            | SF            | F    | SF            | A             | A             | 1T            | A             | A             | A             | 0 / 11   | 39–11         |
| Wimbledon                  | A    | A    | 3T            | 4T            | A             | QF    | SF            | SF            | SF            | F     | V             | QF            | SF            | V    | QF            | A             | A             | ND            | 3T            | 2T            | 2T            | 2 / 15   | 61–13         |
| US Open                    | A    | A    | 2T            | 4T            | 3T            | F     | 4T            | 3T            | SF            | V     | QF            | QF            | 4T            | QF   | A             | 2T            | A             | 2T            | 1T            | 3T            | 2T            | 1 / 17   | 48–16         |
| Titoli                     | 0    | 0    | 0             | 0             | 0             | 0     | 0             | 0             | 0             | 1     | 1             | 0             | 0             | 1    | 0             | 0             | 0             | 0             | 0             | 0             | 0             | 3 / 55   | N/A           |
| Vittorie-Sconfitte         | 0–0  | 0–0  | 3–2           | 6–4           | 5–2           | 12–4  | 15–4          | 16–4          | 21–4          | 22–3  | 17–2          | 17–4          | 19–4          | 23–3 | 12–3          | 1–1           | 0–1           | 1–2           | 2–2           | 4-3           | 4–3           | N/A      | 200–55        |
| ATP Finals                 |      |      |               |               |               |       |               |               |               |       |               |               |               |      |               |               |               |               |               |               |               |          |               |
| ATP Finals                 | A    | A    | A             | A             | A             | SF    | RR            | SF            | RR            | SF    | A             | RR            | RR            | V    | A             | A             | A             | A             | A             | A             | A             | 1 / 8    | 16–11         |
| Titoli                     | 0    | 0    | 0             | 0             | 0             | 0     | 0             | 0             | 0             | 0     | 0             | 0             | 0             | 1    | 0             | 0             | 0             | 0             | 0             | 0             | 0             | 1 / 8    | N/A           |
| Vittorie-Sconfitte         | -    | -    | -             | -             | -             | 3–1   | 2–1           | 2–2           | 0–1           | 2-2   | -             | 1–2           | 1–2           | 5–0  | -             | -             | -             | -             | -             | -             | -             | N/A      | 16-11         |
| Coppa Davis singolare      |      |      |               |               |               |       |               |               |               |       |               |               |               |      |               |               |               |               |               |               |               |          |               |
| Coppa Davis                | A    | A    | PO            | G1            | PO            | PO    | G1            | A             | G2            | A     | PO            | QF            | V             | SF   | A             | A             | SF            | ND            | A             | A             |               | 1 / 11   | 31–3          |
| Giochi Olimpici            |      |      |               |               |               |       |               |               |               |       |               |               |               |      |               |               |               |               |               |               |               |          |               |
| Giochi Olimpici            | ND   | A    | Non disputati | Non disputati | Non disputati | 1T    | Non disputati | Non disputati | Non disputati | V     | Non disputati | Non disputati | Non disputati | V    | Non disputati | Non disputati | Non disputati | Non disputati | A             | Non disputati | Non disputati | 2 / 3    | 12–1          |
| ATP Masters 1000           |      |      |               |               |               |       |               |               |               |       |               |               |               |      |               |               |               |               |               |               |               |          |               |
| Indian Wells               | A    | A    | A             | 2T            | SF            | 4T    | F             | QF            | 2T            | 2T    | QF            | 4T            | SF            | 3T   | 2T            | A             | A             | ND            | 3T            | 2T            | 3T            | 0 / 15   | 30–15         |
| Miami                      | A    | A    | A             | 1T            | SF            | 2T    | V             | 2T            | 2T            | F     | V             | QF            | F             | 3T   | A             | A             | A             | ND            | A             | 2T            | 1T            | 2 / 14   | 29–11         |
| Monte Carlo                | A    | A    | A             | 1T            | A             | 3T    | SF            | 2T            | SF            | QF    | 3T            | A             | A             | SF   | 3T            | A             | A             | ND            | A             | A             | 1T            | 0 / 10   | 15–10         |
| Roma                       | A    | A    | A             | 1T            | 1T            | 2T    | 2T            | 3T            | SF            | 3T    | 2T            | QF            | 3T            | V    | 2T            | A             | A             | A             | A             | A             | 1T            | 1 / 13   | 14–11         |
| Madrid                     | A    | A    | A             | 2T            | 1T            | 3T    | QF            | QF            | 3T            | A     | QF            | 3T            | V             | F    | 3T            | A             | A             | ND            | A             | 3T            | 1T            | 1 / 13   | 23–11         |
| Montreal / Toronto         | A    | A    | A             | SF            | 2T            | SF    | V             | V             | 2T            | 3T    | 3T            | QF            | V             | A    | A             | A             | A             | ND            | A             | 1T            | 3T            | 3 / 12   | 28–7          |
| Cincinnati                 | A    | A    | 2T            | QF            | 1T            | V     | SF            | QF            | V             | 3T    | QF            | QF            | SF            | F    | A             | 1T            | 1T            | 3T            | 2T            | 2T            | A             | 2 / 17   | 35–15         |
| Shanghai                   | A    | A    | A             | 3T            | 3T            | V     | A             | V             | V             | F     | A             | 3T            | SF            | V    | A             | A             | 2T            | Non disputato | Non disputato | Non disputato | 1T            | 4 / 11   | 32–7          |
| Parigi                     | A    | A    | A             | 3T            | QF            | QF    | 3T            | QF            | QF            | 3T    | A             | QF            | F             | V    | A             | A             | A             | A             | 1T            | 1T            | 1T            | 1 / 13   | 21–12         |
| Titoli                     | 0    | 0    | 0             | 0             | 0             | 2     | 2             | 2             | 2             | 0     | 1             | 0             | 2             | 3    | 0             | 0             | 0             | 0             | 0             | 0             | 0             | 14 / 116 | N/A           |
| Vittorie-Sconfitte         | 0–0  | 0–0  | 1–1           | 12–9          | 13–8          | 22–7  | 25–6          | 20–7          | 18–7          | 12–8  | 15–6          | 15–8          | 30–5          | 27–5 | 2–4           | 0–1           | 1–2           | 2–1           | 3–3           | 5–5           | 4–7           | N/A      | 227–99        |
| Statistiche carriera       |      |      |               |               |               |       |               |               |               |       |               |               |               |      |               |               |               |               |               |               |               |          |               |
| Tornei ATP disputati       | 0    | 0    | 9             | 26            | 16            | 22    | 18            | 19            | 18            | 19    | 12            | 21            | 18            | 17   | 11            | 6             | 8             | 4             | 14            | 17            | 16            | 293      | N/A           |
| Finali ATP perse           | 0    | 0    | 1             | 1             | 2             | 1     | 1             | 2             | 1             | 4     | 1             | 0             | 3             | 4    | 1             | 0             | 0             | 0             | 0             | 2             | 1             | 25       | N/A           |
| Tornei ATP vinti           | 0    | 0    | 0             | 1             | 2             | 5     | 6             | 2             | 5             | 3     | 4             | 3             | 4             | 9    | 1             | 0             | 1             | 0             | 0             | 0             | 0             | 46       | N/A           |
| Statistiche per superficie |      |      |               |               |               |       |               |               |               |       |               |               |               |      |               |               |               |               |               |               |               |          |               |
| Cemento                    | 0–0  | 0–0  | 7–4           | 26–14         | 36–12         | 43–10 | 47–6          | 34–12         | 35–8          | 37–11 | 26–5          | 44–13         | 42–12         | 48–6 | 12–3          | 6–3           | 11–7          | 3–3           | 12–12         | 15–14         | 15–13         | 34 / 201 | 497–168 (77%) |
| Erba                       | 0–0  | 0–0  | 5–3           | 9–4           | 2–0           | 8–1   | 10–1          | 6–2           | 9–1           | 12–2  | 12–0          | 5–2           | 12–1          | 12–0 | 4–2           | 1–2           | 0–0           | 0–0           | 3–2           | 7–3           | 1–2           | 8 / 37   | 118–28 (84%)  |
| Sintetico                  | 0–0  | 0–0  | 2–1           | 1–2           | 5–0           | 0–0   | –             | –             | –             | –     | –             | –             | –             | –    | –             | –             | –             | –             | –             | –             | –             | 1 / 4    | 8–3 (73%)     |
| Terra                      | 0–0  | 0–0  | 0–2           | 4–5           | 0–2           | 7–5   | 9–4           | 6–4           | 12–4          | 9–4   | 5–3           | 11–4          | 17–1          | 18–3 | 10–5          | 0–0           | 0–0           | 0–1           | 0–0           | 2–0           | 0–3           | 3 / 53   | 109–50 (70%)  |
| Vittorie-Sconfitte         | 0–0  | 0–0  | 14–10         | 40–25         | 43–14         | 58–16 | 66–11         | 46–18         | 56–13         | 56–16 | 43–8          | 59–20         | 71–14         | 78–9 | 25–10         | 7–5           | 11–7          | 3–4           | 15–14         | 24–17         | 16–17         | N/A      | 733–250       |
| Vittorie (%)               | N/A  | N/A  | 58%           | 62%           | 75%           | 78%   | 86%           | 72%           | 81%           | 78%   | 84%           | 75%           | 84%           | 90%  | 71%           | 58%           | 61%           | 43%           | 52%           | 67%           |               | N/A      | 76,29%        |
| Ranking                    | 540  | 411  | 63            | 17            | 11            | 4     | 4             | 4             | 4             | 3     | 4             | 6             | 2             | 1    | 16            | 240           | 125           | 122           | 134           |               |               | N/A      | N/A           |

## Testa a testa con giocatori classificati top-3
In grassetto sono indicati i giocatori ancora in attività.
| Avversario            | Miglior ranking | Incontri | Vittorie | Sconfitte | V %    | Ultimo incontro                                             |
| --------------------- | --------------- | -------- | -------- | --------- | ------ | ----------------------------------------------------------- |
| Juan Carlos Ferrero   | 1               | 3        | 3        | 0         | 100%   | Vinto (6–1, 6–3), Canadian Open 2009 3T                     |
| Carlos Moyá           | 1               | 2        | 2        | 0         | 100%   | Vinto (2–6, 6–3, 6–1), Cincinnati Masters 2008 QF           |
| Lleyton Hewitt        | 1               | 1        | 1        | 0         | 100%   | Vinto (2–6, 6–1, 7–6(3)), San Jose 2006 F                   |
| Andy Roddick          | 1               | 11       | 8        | 3         | 72.73% | Vinto (6–2, 6–2), Paris Masters 2011 3T                     |
| Carlos Alcaraz        | 1               | 2        | 1        | 1         | 50%    | Perso (3-6, 4–6), Vienna 2021 3T                            |
| Jannik Sinner         | 1               | 2        | 1        | 1         | 50%    | Perso (5-7, 2–6), Dubai 2022 3T                             |
| Roger Federer         | 1               | 25       | 11       | 14        | 44%    | Perso (4–6, 6(6)–7), Cincinnati Masters 2015 SF             |
| Novak Đoković         | 1               | 36       | 11       | 25        | 30.56% | Perso (3-6, 7–5, 4-6), Doha 2017 F                          |
| Rafael Nadal          | 1               | 24       | 7        | 17        | 29.17% | Vinto (7–5, 6–4), Madrid Open 2016 SF                       |
| Daniil Medvedev       | 1               | 2        | 0        | 2         | 0%     | Perso (4-6, 2–6), Miami 2022 2T                             |
| Marat Safin           | 1               | 1        | 0        | 1         | 0%     | Perso (4–6, 6–1, 1–6), Cincinnati Masters 2005 2T           |
| Tommy Haas            | 2               | 3        | 2        | 1         | 66.67% | Vinto (6–4, 6(4)–7, 6–3, 6–2), Wimbledon 2008 3T            |
| Alexander Zverev      | 2               | 3        | 2        | 1         | 66.67% | Perso (4–6, 64–7), Indian Welles 2021 3T                    |
| Marin Čilić           | 3               | 15       | 12       | 3         | 80%    | Vinto (6–3, 6–2), ATP World Tour Finals 2016 RR             |
| Milos Raonic          | 3               | 12       | 9        | 3         | 75%    | Vinto (5–7, 7–6(5), 7–6(9)), ATP World Tour Finals 2016 SF  |
| Grigor Dimitrov       | 3               | 11       | 8        | 3         | 72.73% | Vinto (6–4, 7–6(2)), Pechino 2016 F                         |
| David Nalbandian      | 3               | 7        | 5        | 2         | 71.43% | Vinto (6–1, 4–6, 7–5), Roma 2012 2T                         |
| David Ferrer          | 3               | 20       | 14       | 6         | 70%    | Vinto (6–2, 6–2), Pechino 2016 SF                           |
| Juan Martín del Potro | 3               | 10       | 7        | 3         | 70%    | Vinto (7–6(8), 7–5, 6–0), Roland Garros 2017 3T             |
| Nikolaj Davydenko     | 3               | 10       | 6        | 4         | 60%    | Vinto (6–1, 6–1, 6–4), Wimbledon 2012 1T                    |
| Stan Wawrinka         | 3               | 21       | 12       | 9         | 57.14% | Perso (1–6, 3–6, 2–6), Roland Garros 2020 1T                |
| Ivan Ljubičić         | 3               | 7        | 4        | 3         | 57.14% | Vinto (6–4, 4–6, 6–1, 7–6(4)), Wimbledon 2011 3T            |
| Dominic Thiem         | 3               | 4        | 2        | 2         | 50%    | Perso (2–6, 6(5)–7), Pechino 2019 QF                        |
| Stefanos Tsitsipas    | 3               | 3        | 1        | 2         | 33.33% | Perso (6(3)–7, 7–6(2), 6–4, 6(3)–7, 4–6), Wimbledon 2023 2T |
| Totale                | Totale          | 231      | 128      | 103       | 55.41% | * Statistiche aggiornate al 10 giugno 2022.                 |

## Vittorie contro i top-10 per stagione
| Anno     | 2005 | 2006 | 2007 | 2008 | 2009 | 2010 | 2011 | 2012 | 2013 | 2014 | 2015 | 2016 | 2017 | 2018 | 2019 | 2020 | 2021 | 2022 | 2023 | 2024 | Totale |
| -------- | ---- | ---- | ---- | ---- | ---- | ---- | ---- | ---- | ---- | ---- | ---- | ---- | ---- | ---- | ---- | ---- | ---- | ---- | ---- | ---- | ------ |
| Vittorie | 0    | 4    | 5    | 12   | 14   | 7    | 7    | 12   | 5    | 5    | 12   | 16   | 2    | 0    | 0    | 1    | 2    | 1    | 0    | 0    | 105    |

| Anno | N.   | Avversario            | Rank | Torneo                                   | Superficie  | Turno | Punteggio                  |
| 2006 | 1.   | Andy Roddick          | 3    | Pacific Coast Championships, Los Angeles | Cemento (i) | SF    | 7–5, 7–5                   |
| 2006 | 2.   | Andy Roddick          | 5    | Wimbledon, Londra                        | Erba        | 3T    | 7–6(4), 6–4, 6–4           |
| 2006 | 3.   | Roger Federer         | 1    | Cincinnati Open, Cincinnati              | Cemento     | 2T    | 7–5, 6–4                   |
| 2006 | 4.   | Ivan Ljubičić         | 3    | Madrid Open, Madrid                      | Cemento (i) | 2T    | 6–4, 3–6, 6–3              |
| 2007 | 5.   | Nikolaj Davydenko     | 3    | Qatar Open ATP, Doha                     | Cemento     | SF    | 7–5, 6–2                   |
| 2007 | 6.   | Andy Roddick          | 4    | Pacific Coast Championships, Los Angeles | Cemento     | SF    | 7–6(8), 6–4                |
| 2007 | 7.   | Nikolaj Davydenko     | 4    | Indian Wells Open, Indian Wells          | Cemento     | 4T    | 7–6(3), 6–4                |
| 2007 | 8.   | Tommy Haas            | 9    | Indian Wells Open, Indian Wells          | Cemento     | QF    | 3–6, 6–3, 7–6(8)           |
| 2007 | 9.   | Andy Roddick          | 3    | Miami Open, Miami                        | Cemento     | QF    | 5–3, rit.                  |
| 2008 | 10.  | Nikolaj Davydenko     | 4    | Indian Wells Open, Indian Wells          | Cemento     | SF    | 6–4, 6–3                   |
| 2008 | 11.  | Roger Federer         | 1    | Dubai Tennis Championships, Dubai        | Cemento     | 1T    | 6(8)–7, 6–3, 6–4           |
| 2008 | 12.  | Richard Gasquet       | 10   | Torneo di Wimbledon, Londra              | Erba        | 4T    | 5–7, 3–6, 7–6(3), 6–2, 6–4 |
| 2008 | 13.  | Stan Wawrinka         | 10   | Canadian Open, Toronto                   | Cemento     | 3T    | 6–2, 0–6, 6–4              |
| 2008 | 14.  | Novak Đoković         | 3    | Canadian Open, Toronto                   | Cemento     | QF    | 6–3, 7–6(3)                |
| 2008 | 15.  | Novak Đoković         | 3    | Cincinnati Open, Cincinnati              | Cemento     | F     | 7–6(4), 7–6(5)             |
| 2008 | 16.  | Stan Wawrinka         | 10   | US Open, New York                        | Cemento     | 4T    | 6–1, 6–3, 6–3              |
| 2008 | 17.  | Rafael Nadal          | 1    | US Open, New York                        | Cemento     | SF    | 6–2, 7–6(5), 4–6, 6–4      |
| 2008 | 18.  | Roger Federer         | 2    | Madrid Open, Madrid                      | Cemento (i) | SF    | 3–6, 6–3, 7–5              |
| 2008 | 19.  | Andy Roddick          | 6    | Tennis Masters Cup, Shanghai             | Cemento (i) | RR    | 6–4, 1–6, 6–1              |
| 2008 | 20.  | Gilles Simon          | 9    | Tennis Masters Cup, Shanghai             | Cemento (i) | RR    | 6–4, 6–2                   |
| 2008 | 21.  | Roger Federer         | 2    | Tennis Masters Cup, Shanghai             | Cemento (i) | RR    | 4–6, 7–6(3), 7–5           |
| 2009 | 22.  | Roger Federer         | 2    | Qatar Open ATP, Doha                     | Cemento     | SF    | 6(6)–7, 6–2, 6–2           |
| 2009 | 23.  | Andy Roddick          | 8    | Qatar Open ATP, Doha                     | Cemento     | F     | 6–4, 6–2                   |
| 2009 | 24.  | Rafael Nadal          | 1    | Rotterdam Open, Rotterdam                | Cemento (i) | F     | 6–3, 4–6, 6–0              |
| 2009 | 25.  | Roger Federer         | 2    | Indian Wells Open, Indian Wells          | Cemento     | SF    | 6–3, 4–6, 6–1              |
| 2009 | 26.  | Fernando Verdasco     | 9    | Miami Open, Miami                        | Cemento     | QF    | 6–1, 6–2                   |
| 2009 | 27.  | Juan Martín del Potro | 7    | Miami Open, Miami                        | Cemento     | SF    | 6–1, 5–7, 6–2              |
| 2009 | 28.  | Novak Đoković         | 3    | Miami Open, Miami                        | Cemento     | F     | 6–2, 7–5                   |
| 2009 | 29.  | Nikolaj Davydenko     | 9    | Monte Carlo Masters, Monte Carlo         | Terra rossa | QF    | 7–6(1), 6–1                |
| 2009 | 30.  | Nikolaj Davydenko     | 8    | Canadian Open, Montreal                  | Cemento     | QF    | 6–2, 6–4                   |
| 2009 | 31.  | Jo Wilfried Tsonga    | 7    | Canadian Open, Montreal                  | Cemento     | SF    | 6–4, 7–66                  |
| 2009 | 32.  | Juan Martín del Potro | 8    | Canadian Open, Montreal                  | Cemento     | F     | 64–7, 7–63, 6–1            |
| 2009 | 33.  | Fernando Verdasco     | 8    | Open Comunidad Valenciana, Valencia      | Cemento (i) | SF    | 6–3, 3–6, 6–3              |
| 2009 | 34.  | Juan Martín del Potro | 5    | ATP World Tour Finals, Londra            | Cemento (i) | RR    | 6–3, 3–6, 6–2              |
| 2009 | 35.  | Fernando Verdasco     | 8    | ATP World Tour Finals, Londra            | Cemento (i) | RR    | 6–4, 64–7, 7–63            |
| 2010 | 36.  | Rafael Nadal          | 2    | Australian Open, Melbourne               | Cemento     | QF    | 6–3, 7–62, 3–0r            |
| 2010 | 37.  | Jo Wilfried Tsonga    | 10   | Wimbledon, Londra                        | Erba        | QF    | 65–7, 7–65, 6–2, 6–2       |
| 2010 | 38.  | Rafael Nadal          | 1    | Canadian Open, Toronto                   | Cemento     | SF    | 6–3, 6–4                   |
| 2010 | 39.  | Roger Federer         | 3    | Canadian Open, Toronto                   | Cemento     | F     | 7–5, 7–5                   |
| 2010 | 40.  | Roger Federer         | 3    | Shanghai Masters, Shanghai               | Cemento     | F     | 6–3, 6–2                   |
| 2010 | 41.  | Robin Söderling       | 4    | ATP World Tour Finals, Londra            | Cemento (i) | RR    | 6–2, 6–4                   |
| 2010 | 42.  | David Ferrer          | 7    | ATP World Tour Finals, Londra            | Cemento (i) | RR    | 6–2, 6–2                   |
| 2011 | 43.  | David Ferrer          | 7    | Australian Open, Melbourne               | Cemento     | SF    | 4–6, 7–62, 6–1, 7–62       |
| 2011 | 44.  | Andy Roddick          | 10   | Australian Open, Melbourne               | Cemento     | SF    | 6–3, 6–1                   |
| 2011 | 45.  | Mardy Fish            | 7    | Cincinnati Open, Cincinnati              | Cemento     | SF    | 6–3, 7–66                  |
| 2011 | 46.  | Novak Đoković         | 1    | Cincinnati, USA                          | Cemento     | F     | 6–4, 3–0r                  |
| 2011 | 47.  | David Ferrer          | 5    | Japan Open Championships, Tokyo          | Cemento     | SF    | 6–2, 6–3                   |
| 2011 | 48.  | Rafael Nadal          | 2    | Japan Open Championships, Tokyo          | Cemento     | F     | 3–6, 6–2, 6–0              |
| 2011 | 49.  | David Ferrer          | 5    | Shanghai Masters, Shanghai               | Cemento     | F     | 7–5, 6–4                   |
| 2012 | 50.  | Tomáš Berdych         | 7    | Dubai Tennis Championships, Dubai        | Cemento     | QF    | 6–3, 7–5                   |
| 2012 | 51.  | Novak Đoković         | 1    | Dubai Tennis Championships, Dubai        | Cemento     | SF    | 6–2, 7–5                   |
| 2012 | 52.  | Janko Tipsarević      | 9    | Miami Open, Miami                        | Cemento     | QF    | 4–6, 6–3, 6–3              |
| 2012 | 53.  | David Ferrer          | 5    | Wimbledon, Londra                        | Erba        | QF    | 65–7, 7–66, 6–4, 7–64      |
| 2012 | 54.  | Jo Wilfried Tsonga    | 6    | Wimbledon, Londra                        | Erba        | SF    | 6–3, 6–4, 3–6, 7–5         |
| 2012 | 55.  | Novak Đoković         | 2    | Olimpiadi, Londra                        | Erba        | SF    | 7–5, 7–5                   |
| 2012 | 56.  | Roger Federer         | 1    | Olimpiadi, Londra                        | Erba        | F     | 6–2, 6–1, 6–4              |
| 2012 | 57.  | Tomáš Berdych         | 7    | US Open, New York                        | Cemento     | SF    | 5–7, 6–2, 6–1, 7–67        |
| 2012 | 58.  | Novak Đoković         | 2    | US Open, New York                        | Cemento     | F     | 7–610, 7–5, 2–6, 3–6, 6–2  |
| 2012 | 59.  | Roger Federer         | 1    | Shanghai Masters, Shanghai               | Cemento     | SF    | 6–4, 6–4                   |
| 2012 | 60.  | Tomáš Berdych         | 6    | ATP World Tour Finals, Londra            | Cemento (i) | RR    | 3–6, 6–3, 6–4              |
| 2012 | 61.  | Jo Wilfried Tsonga    | 8    | ATP World Tour Finals, Londra            | Cemento (i) | RR    | 6–2, 7–63                  |
| 2013 | 62.  | Roger Federer         | 2    | Australian Open, Melbourne               | Cemento     | SF    | 6–4, 65–7, 6–3, 62–7, 6–2  |
| 2013 | 63.  | Richard Gasquet       | 10   | Miami Open, Miami                        | Cemento     | SF    | 63–7, 6–1, 6–2             |
| 2013 | 64.  | David Ferrer          | 5    | Miami Open, Miami                        | Cemento     | F     | 2–6, 6–4, 7–61             |
| 2013 | 65.  | Jo Wilfried Tsonga    | 7    | Queen's Club Championships, Londra       | Erba        | SF    | 4–6, 6–3, 6–2              |
| 2013 | 66.  | Novak Đoković         | 1    | Wimbledon, Londra                        | Erba        | F     | 6–4, 7–5, 6–4              |
| 2014 | 67.  | Jo Wilfried Tsonga    | 10   | US Open, New York                        | Cemento     | 4T    | 7–5, 7–5, 6–4              |
| 2014 | 68.  | Marin Čilić           | 9    | China Open, Pechino                      | Cemento     | QF    | 6–1, 6–4                   |
| 2014 | 69.  | David Ferrer          | 5    | Vienna Open, Vienna                      | Cemento (i) | F     | 5–7, 6–2, 7–5              |
| 2014 | 70.  | David Ferrer          | 5    | Open Comunidad Valenciana, Valencia      | Cemento (i) | SF    | 6–4, 7–5                   |
| 2014 | 71.  | Milos Raonic          | 8    | ATP World Tour Finals, Londra            | Cemento (i) | RR    | 6–3, 7–5                   |
| 2015 | 72.  | Tomáš Berdych         | 7    | Australian Open, Melbourne               | Cemento     | SF    | 6–7, 6–0, 6–3, 7–5         |
| 2015 | 73.  | Tomáš Berdych         | 9    | Miami Open, Miami                        | Cemento     | SF    | 6–4, 6–4                   |
| 2015 | 74.  | Milos Raonic          | 6    | Madrid Open, Madrid                      | Terra rossa | QF    | 6–4, 7–5                   |
| 2015 | 75.  | Kei Nishikori         | 5    | Madrid Open, Madrid                      | Terra rossa | SF    | 6–3, 6–4                   |
| 2015 | 76.  | Rafael Nadal          | 4    | Madrid Open, Madrid                      | Terra rossa | F     | 6–3, 6–2                   |
| 2015 | 77.  | David Ferrer          | 8    | Roland Garros, Parigi                    | Terra rossa | QF    | 7–64, 6–2, 5–7, 6–1        |
| 2015 | 78.  | Kei Nishikori         | 4    | Canadian Open, Montreal                  | Cemento     | SF    | 6–3, 6–0                   |
| 2015 | 79.  | Novak Đoković         | 1    | Canadian Open, Montreal                  | Cemento     | F     | 6–4, 4–6, 6–3              |
| 2015 | 80.  | Tomáš Berdych         | 5    | Shanghai Masters, Shanghai               | Cemento     | QF    | 6–1, 6–3                   |
| 2015 | 81.  | Richard Gasquet       | 9    | Paris Masters, Parigi                    | Cemento (i) | QF    | 7–67, 3–6, 6–3             |
| 2015 | 82.  | David Ferrer          | 8    | Paris Masters, Parigi                    | Cemento (i) | SF    | 6–4, 6–3                   |
| 2015 | 83.  | David Ferrer          | 7    | ATP World Tour Finals, Londra            | Cemento (i) | RR    | 6–4, 6–4                   |
| 2016 | 84.  | David Ferrer          | 8    | Australian Open, Melbourne               | Cemento     | QF    | 6–3, 65–7, 6–2, 6–3        |
| 2016 | 85.  | Kei Nishikori         | 6    | Coppa Davis, Birmingham                  | Cemento (i) | RR    | 7–5, 7–66, 3–6, 4–6, 6–3   |
| 2016 | 86.  | Tomáš Berdych         | 8    | Madrid Open, Madrid                      | Terra rossa | QF    | 6–3, 6–2                   |
| 2016 | 87.  | Rafael Nadal          | 5    | Madrid Open, Madrid                      | Terra rossa | SF    | 7–5, 6–4                   |
| 2016 | 88.  | Novak Đoković         | 1    | Internazionali d'Italia, Roma            | Terra rossa | F     | 6–3, 6–3                   |
| 2016 | 89.  | Stan Wawrinka         | 4    | Roland Garros, Parigi                    | Terra rossa | SF    | 6–4, 6–2, 4–6, 6–2         |
| 2016 | 90.  | Milos Raonic          | 9    | Queen's Club Championships, Londra       | Erba        | F     | 65–7, 6–4, 6–3             |
| 2016 | 91.  | Tomáš Berdych         | 9    | Wimbledon, Londra                        | Erba        | SF    | 6–3, 6–3, 6–3              |
| 2016 | 92.  | Milos Raonic          | 7    | Wimbledon, Londra                        | Erba        | F     | 6–4, 7–63, 7–62            |
| 2016 | 93.  | Kei Nishikori         | 7    | Olimpiadi, Rio de Janeiro                | Cemento     | SF    | 6–1, 6–4                   |
| 2016 | 94.  | Milos Raonic          | 6    | Cincinnati Open, Cincinnati              | Cemento     | SF    | 6–3, 6–3                   |
| 2016 | 95.  | Marin Čilić           | 7    | ATP World Tour Finals, Londra            | Cemento (i) | RR    | 6–3, 6–2                   |
| 2016 | 96.  | Kei Nishikori         | 5    | ATP World Tour Finals, Londra            | Cemento (i) | RR    | 6(9)–7, 6–4, 6–4           |
| 2016 | 97.  | Stan Wawrinka         | 3    | ATP World Tour Finals, Londra            | Cemento (i) | RR    | 6–4, 6–2                   |
| 2016 | 98.  | Milos Raonic          | 4    | ATP World Tour Finals, Londra            | Cemento (i) | SF    | 5–7, 7–6(5), 7–6(9)        |
| 2016 | 99.  | Novak Đoković         | 2    | ATP World Tour Finals, Londra            | Cemento (i) | F     | 6–3, 6–4                   |
| 2017 | 100. | Tomáš Berdych         | 10   | Qatar Open ATP, Doha                     | Cemento     | SF    | 6–3, 6–4                   |
| 2017 | 101. | Kei Nishikori         | 9    | Roland Garros, Parigi                    | Terra rossa | QF    | 2–6, 6–1, 7–6(0), 6–1      |
| 2020 | 102. | Alexander Zverev      | 7    | Cincinnati, Stati Uniti                  | Cemento     | 2T    | 6–3, 3–6, 7–5              |
| 2021 | 103. | Hubert Hurkacz        | 10   | Vienna Open, Vienna                      | Cemento (i) | 1T    | 6–4, 6–(8)7, 6–3           |
| 2021 | 104. | Jannik Sinner         | 10   | Stockholm Open, Stoccolma                | Cemento (i) | 2T    | 7–6(4), 6–3                |
| 2022 | 105. | Stefanos Tsitsipas    | 5    | Stuttgart Open, Stoccarda                | Erba        | QF    | 7–6(4), 6–3                |

## Guadagni
| Anno     | Grandi Slam | ATP Tour | Totale | Guadagni ($) | Posizione |
| -------- | ----------- | -------- | ------ | ------------ | --------- |
| 2003     | 0           | 0        | 0      | $7,609       | 599       |
| 2004     | 0           | 0        | 0      | $5,380       | 731       |
| 2005     | 0           | 0        | 0      | $219,490     | 105       |
| 2006     | 0           | 1        | 1      | $677,802     | 26        |
| 2007     | 0           | 2        | 2      | $880,905     | 21        |
| 2008     | 0           | 5        | 5      | $3,705,648   | 4         |
| 2009     | 0           | 6        | 6      | $4,421,057   | 5         |
| 2010     | 0           | 2        | 2      | $4,046,805   | 4         |
| 2011     | 0           | 5        | 5      | $5,180,091   | 4         |
| 2012     | 1           | 2        | 3      | $5,708,230   | 3         |
| 2013     | 1           | 3        | 4      | $5,416,221   | 3         |
| 2014     | 0           | 3        | 3      | $3,918,242   | 8         |
| 2015     | 0           | 4        | 4      | $8,145,153   | 2         |
| 2016     | 1           | 8        | 9      | $13,349,701  | 1         |
| Carriera | 3           | 41       | 44     | 64,687,542   | 4         |